# Eremyia argentata
Eremyia argentata är en tvåvingeart som först beskrevs av Greathead 1967.  Eremyia argentata ingår i släktet Eremyia och familjen svävflugor. Inga underarter finns listade i Catalogue of Life.